# Brickvävning

Fyrkantig bricka för brickvävning.

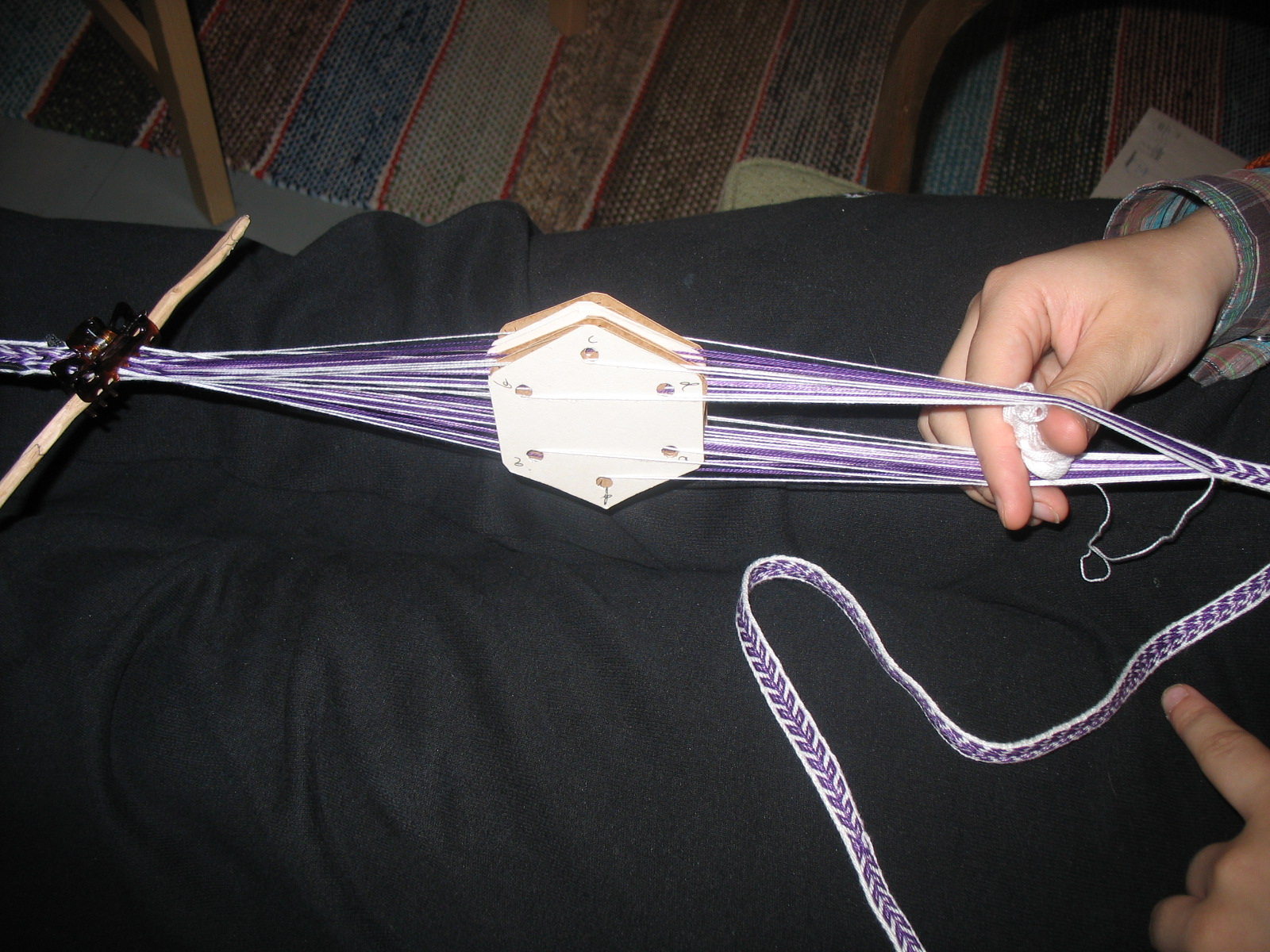
Brickvävning med sexkantiga brickor.

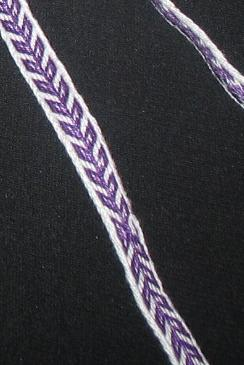
Brickvävt band.

Brickvävning är en textil teknik för att framställa band. Banden blir stadiga och slitstarka och har exempelvis brukats till hängslen, bälten och tömmar. Brickvävda strumpeband, bälten och hängslen ing i många svenska och nordiska folkdräkter. De används också för att sätta upp varpen i varptyngda vävar.

## Redskap
Som redskap används ett antal brickor (bandbrickor) 3-,4-,5- eller 6-kantiga med hål i vardera hörn. För smala band används ca 10-15 brickor, men det finns exempel på breda band som vävts med upp till 150-170 brickor.

## Material
Garn eller tråd med slät textur.

## Teknik
Brickorna träds med en garnlängd i vardera hål. Genom att lägga samman alla brickor i en bunt och spänna trådarna (varpen) mellan två punkter kan man genom vridningar få olika skäl, (mellanrummet där en del trådar lyfts upp, kallas skäl) vari man placerar en inslagstråd. Trådarna i en bricka bildar en snodd när brickan vrids. Snoddarna från flera brickor binds samman av inslaget, som blir mer eller mindre osynligt. För att få speciella effekter och för att få tunnare band kan ett eller flera hål i brickorna lämnas tomma.
Det finns också en vävvariant som bildar en form av dubbelväv genom att brickorna vrids fram och tillbaka, en teknik som framför allt förekommer på Island.

## Mönster
Görs genom att: Variera färg på garnet i hålen. Variera vridriktning, framåt/bakåt. Variera trädriktningen i brickorna. Vrida en enskild bricka i förhållande till de andra. Brickband har också dekorerats med broschering eller snärjväv.

## Historia
Brickvävning är en mycket gammal textil teknik. De äldsta publicerade fynden i Europa kommer från gravplatsen Sasso di Furbara i Italien. Dessa är daterade till 800 f.Kr. Det tidigaste nordiska fyndet av brickbandbrickor är från Dejberg mosse i Danmark. Brickorna har fyra hål och dateras till 200 f.Kr. Ett känt exempel från Sverige är Högommanteln, daterad till 500 e.Kr., med ett rikt mönstrat brickband som kantdekor. En påbörjad brickväv hittades också i Osebergsgraven i Norge. I Europa gick brickbandsvävningen tillbaka under 13-1400-talet då tekniken ersattes med bandvävning i vävstol eller med bandgrind. I Norden fanns dock en levande hantverkstradition kvar ända in på 1900-talet.